# Robert Daniel
Robert Williams Daniel Jr., född 17 mars 1936 i Richmond i Virginia, död 4 februari 2012 i Martin County i Florida, var en amerikansk politiker (republikan). Han var ledamot av USA:s representanthus 1973–1983.
Daniel efterträdde 1973 Watkins Abbitt som kongressledamot  och efterträddes 1983 av Norman Sisisky.
Daniel avled 2012 och gravsattes på Hollywood Cemetery i Richmond i Virginia.